# Gesamtanlage Ortskern Bermatingen

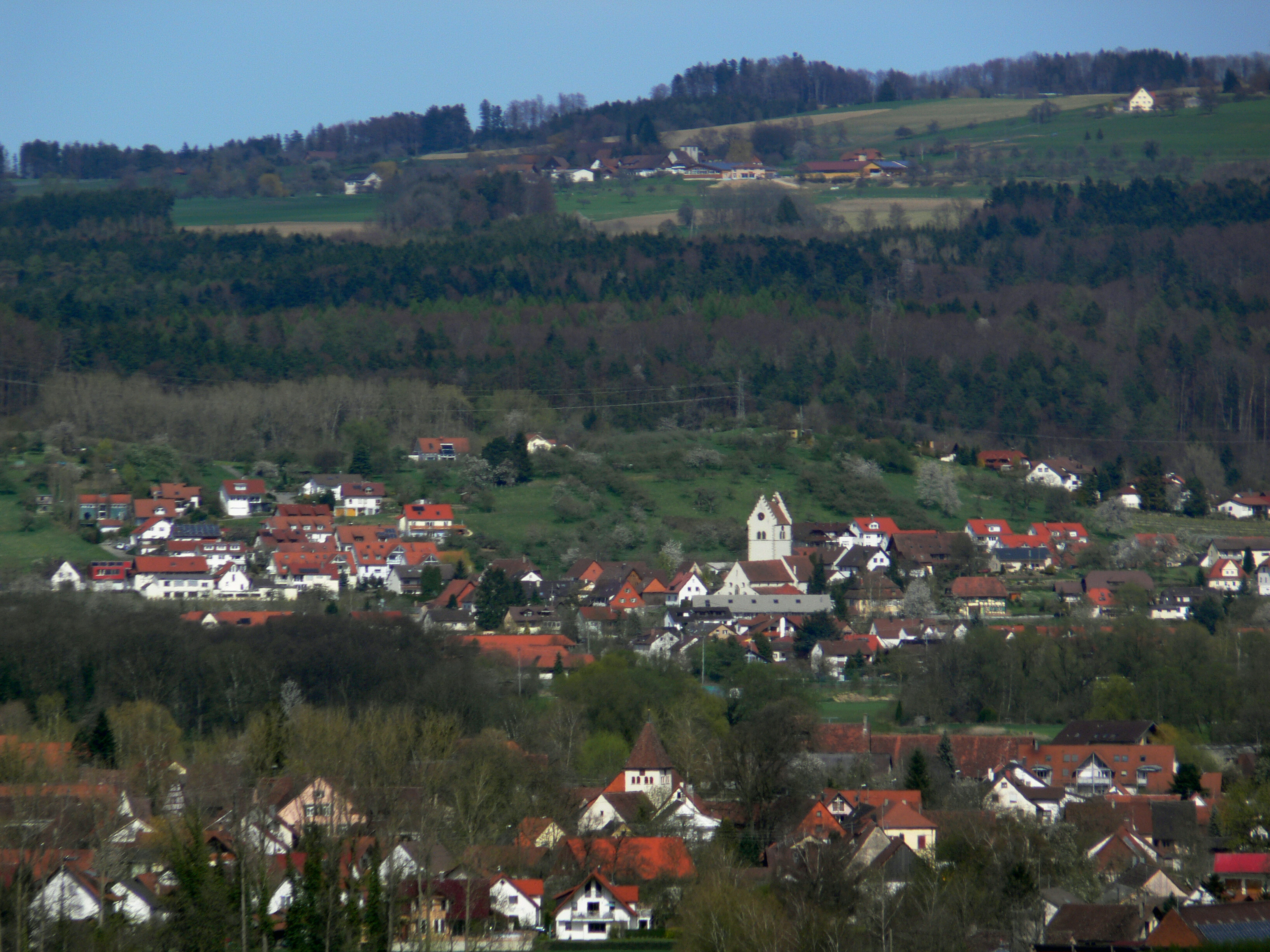
Bermatingen

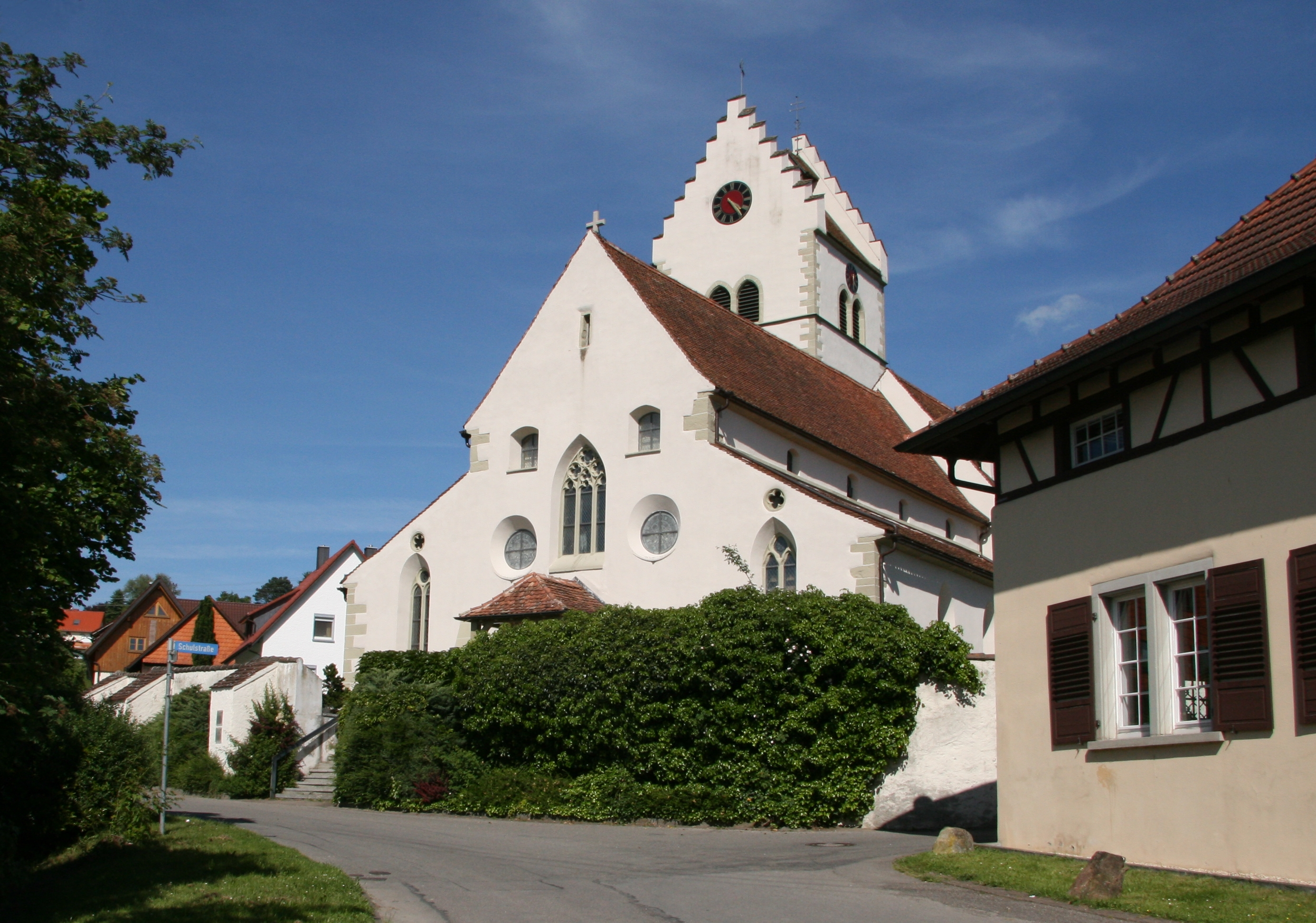
Katholische Pfarrkirche St. Georg

Die Gesamtanlage Ortskern Bermatingen in Bermatingen, einer Gemeinde im Bodenseekreis in Baden-Württemberg, besteht aus einem Siedlungsgebiet, das sich aus mehreren unterscheidbaren Siedlungskernen zusammensetzt: dem dreiteiligen bäuerlichen Dorf und dem Pfarrweiler Pfaffenhofen. 
Der erstmals im 8. Jahrhundert erwähnte Ort Bermatingen wirkt mit dem markanten Treppengiebel des Kirchturms der katholischen Pfarrkirche St. Georg auf dem nordwestlichen Hügel weit über den Pfarrbezirk hinaus. Der südöstliche Teil des Dorfes passt sich in die Niederung des Aachtales ein. Im beschriebenen Gebiet besteht die Gebäudestruktur aus großen Hofstätten mit stattlichen Einhäusern. 
Aufgrund seiner Bedeutung mit seinem reichen Bestand an Fachwerkbauten ist Bermatingen eine Gesamtanlage im Sinne des § 19 des Denkmalschutzgesetzes, an deren Erhaltung ein besonderes öffentliches Interesse besteht. Der Ortskern von Bermatingen ist seit 1998 eine geschützte Gesamtanlage.